# Walter Oberste
Walter Oberste (* 25. Dezember 1933 in Westhofen, heute Schwerte) ist ein ehemaliger deutscher Sprinter, der sich auf den 400-Meter-Lauf spezialisiert hatte.

## Leben
Walter Oberste, der für den OSV Hörde startete, wurde bei den Olympischen Spielen 1956 Vierter in der 4-mal-400-Meter-Staffel. Ein Jahr später bei den Welt-Universitätsspielen 1957 und der Sommer-Universiade 1959 gewann Oberste jeweils Silber über 400 Meter und Gold in der 4-mal-400-Meter-Staffel.
Seine persönliche Bestzeit von 47,2 s stellte er 1959 auf.
Nach seiner Karriere als Sportler war er Mitglied des wissenschaftlichen Beirats des Fachbereichs Sportwissenschaft an der Universität Münster und unterrichtete bis zu seinem Ruhestand 1996 Theologie und Sport. Zudem war er von 1968 bis 1972 deutscher Bundestrainer im Sprint.

## Veröffentlichungen
- Walter Oberste (Verfasser): Sensomotorische Leistungen beim Tiefstart und Staffellauf, Verlag: Hofmann, Schorndorf 1978, ISBN 978-3-7780-7161-8, 207 S.[1]